# Liste der Naturdenkmale in Bobenthal
Die Liste der Naturdenkmale in Bobenthal nennt die im Gemeindegebiet von Bobenthal ausgewiesenen Naturdenkmale (Stand 23. Mai 2024).

## Naturdenkmale
| Nr.         | Bezeichnung   | Lage                         | Beschreibung | Bild                                    |
| ----------- | ------------- | ---------------------------- | ------------ | --------------------------------------- |
| ND-7340-337 | Friedenslinde | Hauptstraße, bei Nr. 30 Lage | Tilia sp.    | Direkt Bild zu diesem Denkmal hochladen |

## Ehemalige Naturdenkmale
| Nr. | Bezeichnung             | Lage                         | Beschreibung | Bild            |
| --- | ----------------------- | ---------------------------- | --- | --------------- |
|     | Kastanien an der Kirche | Hauptstraße, bei Nr. 18 Lage | Aesculus hippocastanum, zwei Bäume; ein Baum umgestürzt, der andere vor 2016 gefällt; Rechtsverordnung aufgehoben | Fotos hochladen |